# Ludwig Friedländer

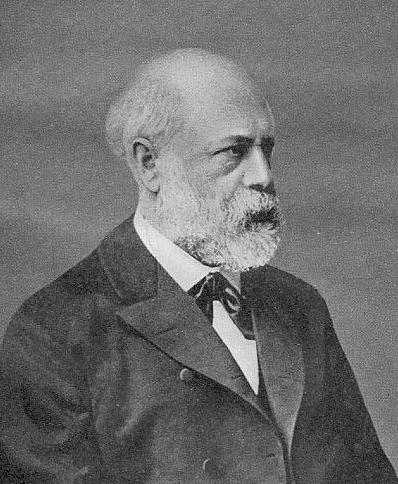
Ludwig Friedländer

Ludwig Heinrich Friedländer (* 16. Juli 1824 in Königsberg (Preußen); † 16. Dezember 1909 in Straßburg) war ein deutscher Klassischer Philologe und Kulturhistoriker.

## Leben
Ludwig Friedländer war der Sohn des Händlers Hirsch Friedländer (1791–1871) und der Emma Levia Perlbach (1801–1863). Er wurde jüdisch erzogen, konvertierte aber später zum protestantischen Glauben. Im Jahre 1856 heiratete er Laura Gutzeit. Friedländer studierte an den Universitäten Königsberg, Leipzig und Berlin und habilitierte sich 1847 in Königsberg mit einer Arbeit über griechische Grabreliefs für Klassische Philologie. 1856 wurde er außerordentlicher, 1858 ordentlicher Professor für Klassische Philologie in Königsberg. Er lehrte dort gleichzeitig Klassische Archäologie. 1865/66 und 1874/5 war er Rektor der Albertina. Von 1869 bis 1903 war er als Vertreter der Universität Mitglied des Preußischen Herrenhauses. Nach seiner Emeritierung zog er 1892 nach Straßburg.
Nach Arbeiten zur griechischen Kultur und einer einjährigen Italienreise (1853/54) wandte Friedländer sich seinem Hauptwerk zu, den Darstellungen aus der Sittengeschichte Roms in der Zeit von August bis zum Ausgang der Antonine (erstmals erschienen 1862–1871), einer sehr detaillierten und umfassenden Darstellung der Kulturgeschichte des römischen Weltreichs in den ersten beiden nachchristlichen Jahrhunderten. Bis heute gilt es als wissenschaftliches Standardwerk für das private Leben im alten Rom. Es erlebte zahlreiche Auflagen (später bearbeitet von Georg Wissowa) und Nachdrucke. Ferner veröffentlichte Friedländer kommentierte Ausgaben der antiken Dichter Juvenal, Martial und Petronius.
Sein Sohn Paul wurde ein bedeutender Chemiker, seine Tochter Charlotte (1859–1932) heiratete den Kunsthistoriker Georg Dehio, sein Sohn Konrad wurde Korvettenkapitän, dessen Tochter, die Pressezeichnerin Lieselotte Friedlaender, war seine Enkelin.
Er wurde 1841 in Königsberg Mitglied der Hochhemia und war 1885 Gründungsmitglied der  Burschenschaft Cheruscia Königsberg.

## Ehrungen
Seit 1883 war er auswärtiges Mitglied der Bayerischen Akademie der Wissenschaften. 1900 wurde er als korrespondierendes Mitglied in die Preußische Akademie der Wissenschaften aufgenommen. Die Académie royale des Sciences, des Lettres et des Beaux-Arts de Belgique (Classe des Lettres et des Sciences morales et politiques) nahm ihn 1895 als assoziiertes Mitglied auf.

## Nachlass
Der Nachlass von Ludwig Friedländer ist Teil des Familienarchivs Dehio-Friedländer und wird im  Hessischen Staatsarchiv Marburg (Bestand 340 Dehio-Friedländer) aufbewahrt.

## Schriften (Auswahl)
- Darstellungen aus der Sittengeschichte Roms in der Zeit von August bis zum Ausgang der Antonine. 3 Teile. S. Hirzel, Leipzig 1862/1864/1871 (Digitalisate: Teile 1 u. 2; Teil 3).
  - 9. Auflage. 4 Bände. S. Hirzel, Leipzig 1919/1920/1920/1921 (Digitalisate: Band 1, Band 2, Band 3, Band 4).
  - 10. Auflage. 4 Bände. (besorgt von Georg Wissowa), Scientia, Aalen 1964.
  - Sittengeschichte Roms, Athenaion Verlag, Essen, s.d. (einbändige, ungekürzte Ausgabe der drei Textbände der 10. Auflage, ohne Fußnoten. Mit Literaturhinweise bis zum Frühjahr 1996).
- D. Junii Juvenalis Saturarum libri V. Hirzel, Leipzig 1895 (Digitalisat).
- Erinnerungen, Reden und Studien. 2 Bände. Trübner, Straßburg 1905.